# 聖路易斯 (委內瑞拉)
11°7′16″N 69°41′1″W / 11.12111°N 69.68361°W

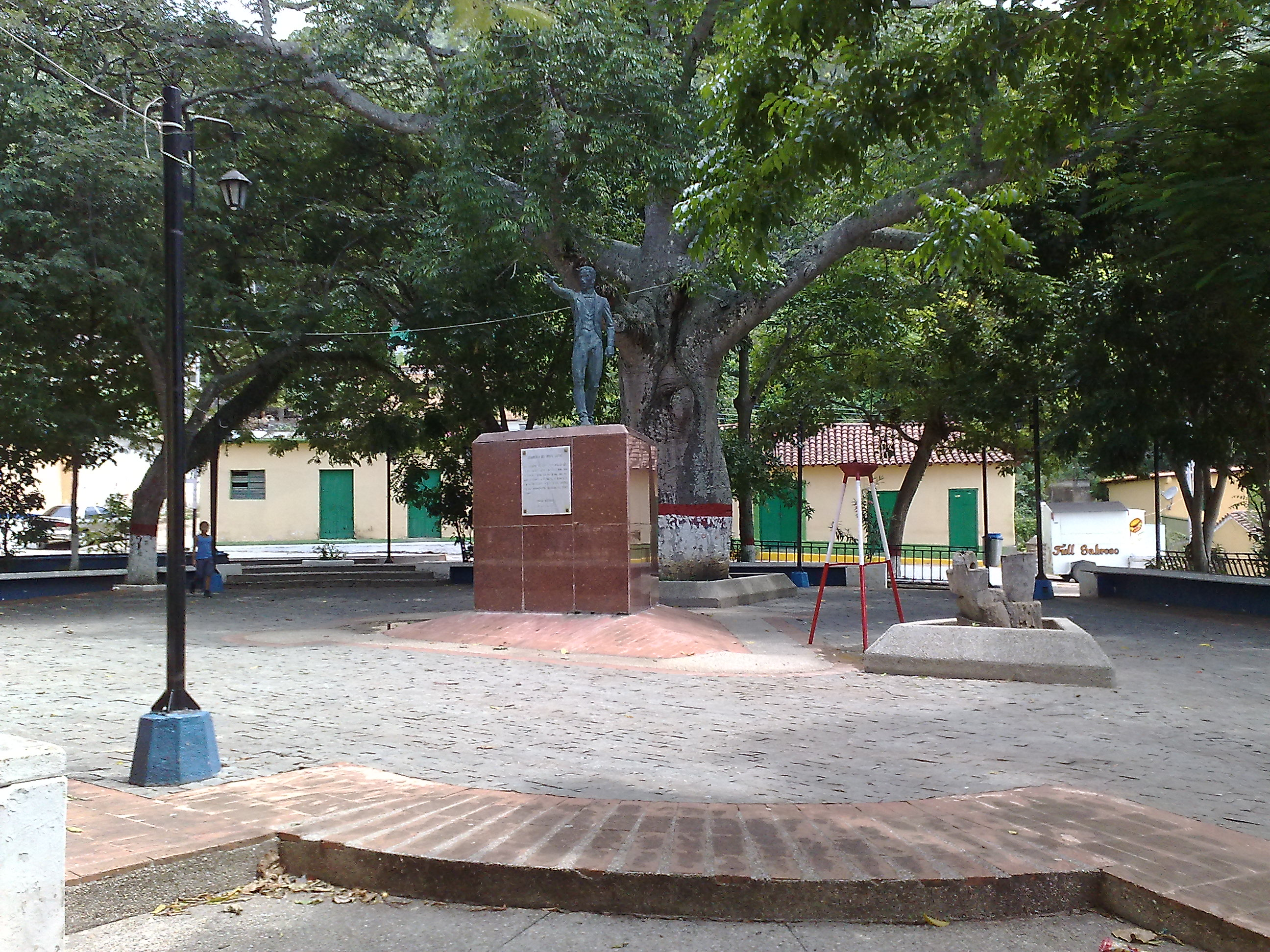

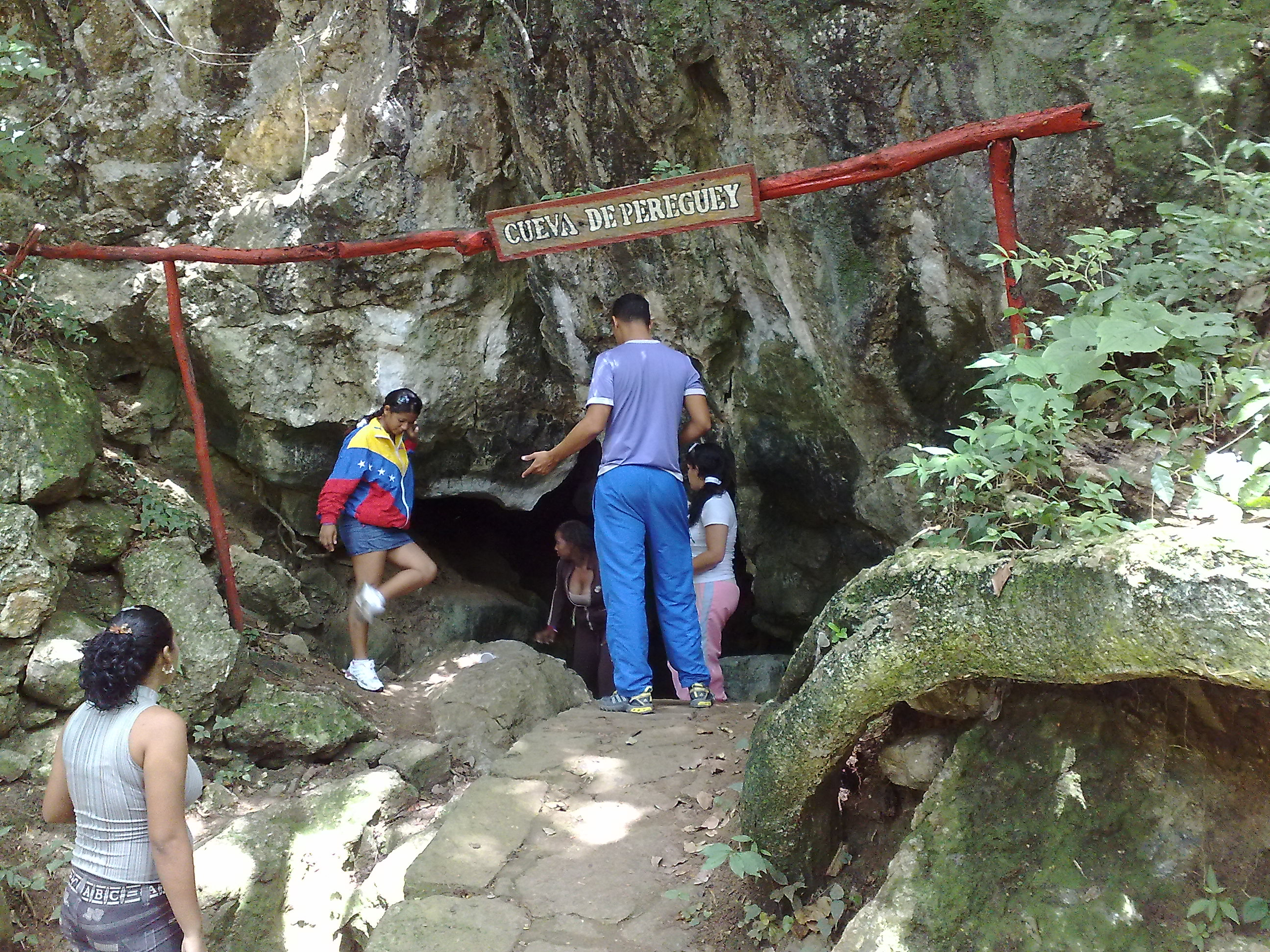

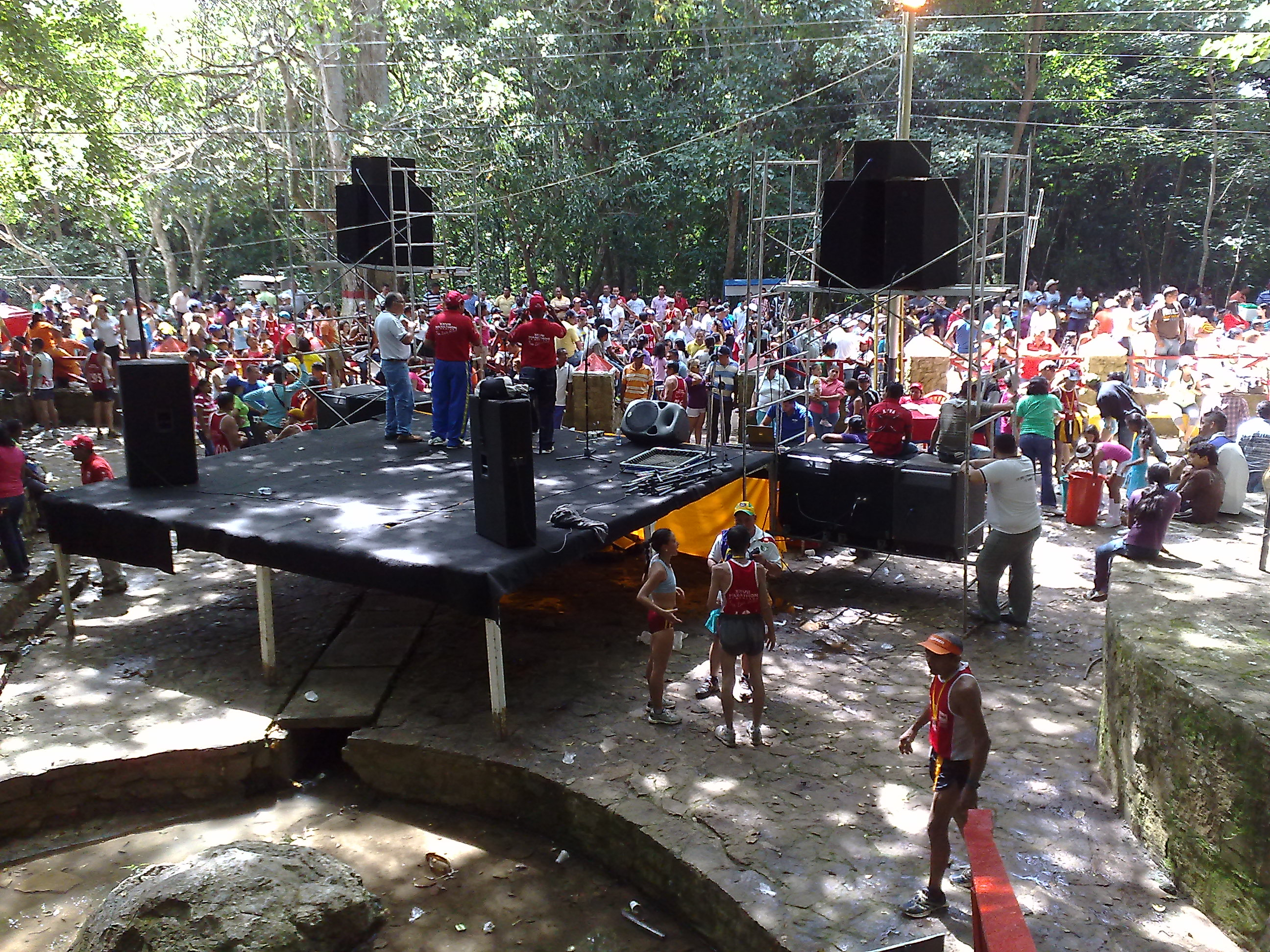

聖路易斯（西班牙語：San Luis）是委內瑞拉的城鎮，位於該國西北部法爾孔州，是玻利瓦市的首府，處於聖安娜德科羅以南64公里，始建於1770年，海拔高度700米。